# Trogodes hulstaerti
Trogodes hulstaerti är en skalbaggsart som beskrevs av Louis Burgeon 1932. Trogodes hulstaerti ingår i släktet Trogodes och familjen Cetoniidae. Inga underarter finns listade i Catalogue of Life.